# Montreuil-sur-Barse
Montreuil-sur-Barse – miejscowość i gmina we Francji, w regionie Grand Est, w departamencie Aube.
Według danych na rok 1990 gminę zamieszkiwało 271 osób, a gęstość zaludnienia wynosiła 21 osób/km².

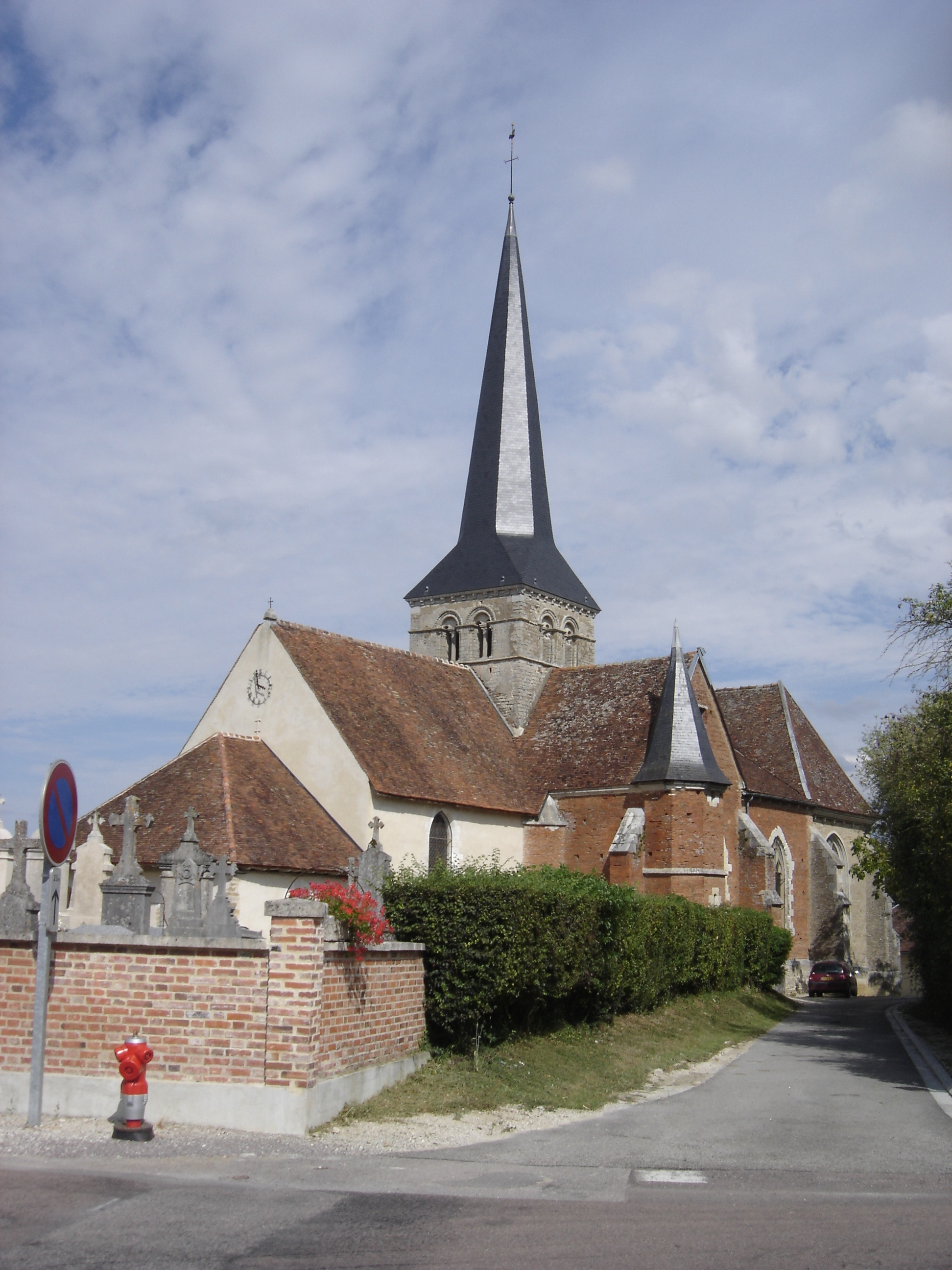
Kościół w Montreuil-sur-Barse, 2009